# Bryjarka
Bryjarka (679 m) – niewybitny szczyt górski w Beskidzie Sądeckim górujący nad Szczawnicą w województwie małopolskim, w powiecie nowotarskim. Nazwa pochodzi od znajdujących się dawniej obok szczytu pól, używano też nazwy Światkówka, która również pochodziła od nazwy pól uprawnych. Eugeniusz Janota podaje, że pierwotnie szczyt nazywał się Skałką.
Bryjarka wznosi się ok. 230 m nad dno doliny Grajcarka. Jest zakończeniem bocznego grzbietu Pasma Radziejowej, biegnącego z Dzwonkówki przez Przysłop, Kotelnicę, Cieluszki, Bereśnik, Górę Popa, Guckę i Bryjarkę na południe. Wschodni stok Bryjarki opada do potoku Szczawny, południowy do zabudowanego obszaru Szczawnicy. Na stromym południowym stoku były dawniej pastwiska i olszynowo-leszczynowe zarośla, od 1953 r. jest on planowo zalesiany. Jest stromy (ma średnie nachylenie 25°), a w jego górnej części występują rumowiska zbudowane z rzadkich w Karpatach skał magmowych – jasnoszarych andezytów pienińskich (augitowo-amfibolowych). Skały te od dawna budziły zainteresowanie naukowców, opisano je już w 1832. W latach międzywojennych były one eksploatowane w nieczynnym już kamieniołomie. Na andezytowych gołoborzach rozwijają się interesujące biologicznie zbiorowiska acydofilnych mchów i porostów.
Szczyt Bryjarki był od dawna celem spacerów mieszkańców i kuracjuszy uzdrowisk Szczawnicy. W 1897 i 1901 r. poprowadzono na szczyt ścieżki spacerowe i zamontowano ławki. W 1860 roku postawiono drewniany krzyż, w 1867 r. zastąpiony dużym krzyżem modrzewiowym. Gdy krzyż ten złamał się podczas burzy w 1902 r., krakowska firma Józefa Góreckiego (ta sama, która wykonała rok wcześniej krzyż na Giewoncie) wykonała i zamontowała krzyż żelazny. Z wierzchołka, na którym stoi oświetlony nocą metalowy krzyż, roztacza się widok na Szczawnicę, Małe Pieniny oraz Pieniny Właściwe. Panoramy widokowe z Bryjarki malował m.in. Jan Nepomucen Głowacki.

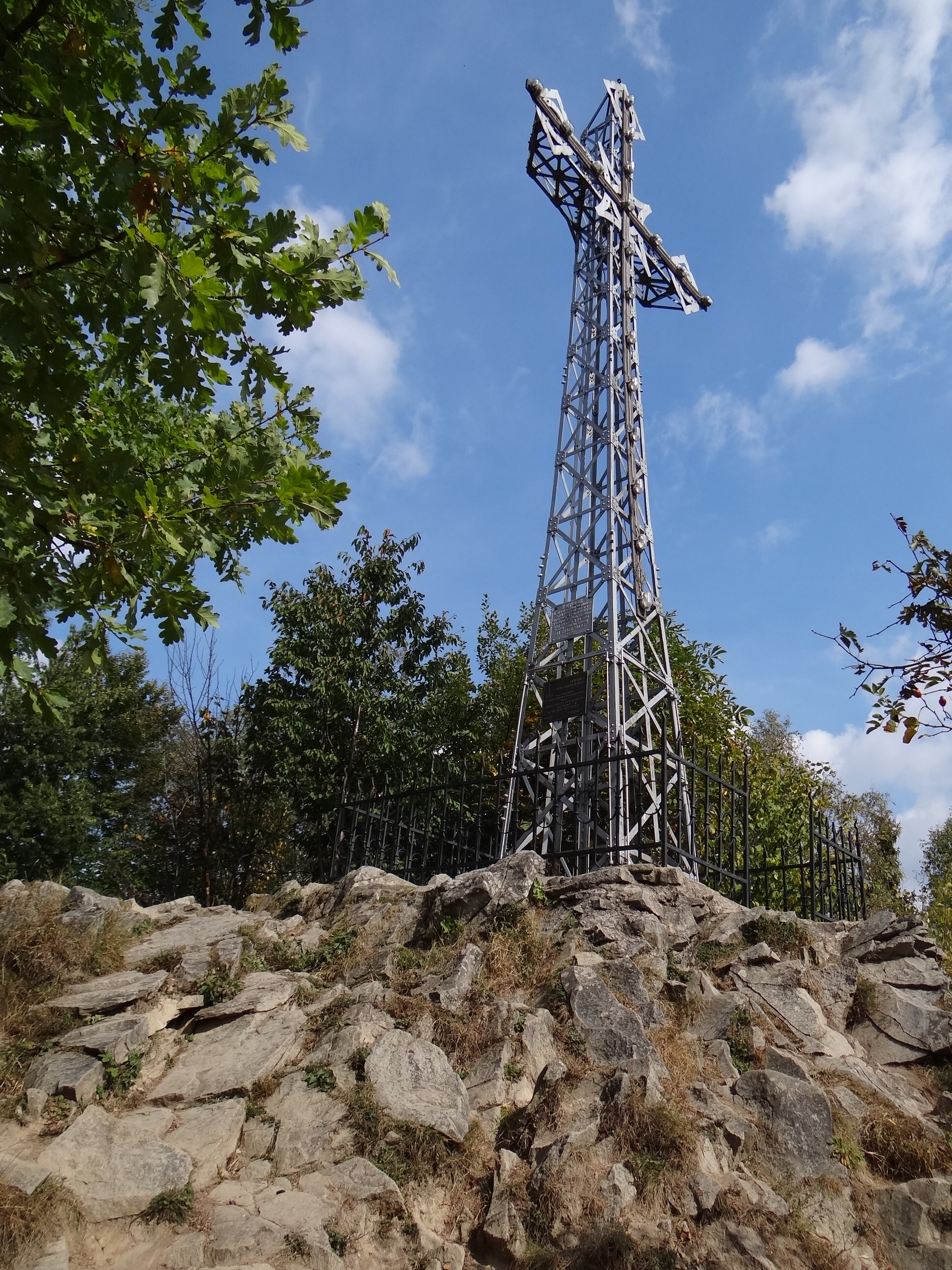
Krzyż na Bryjarce
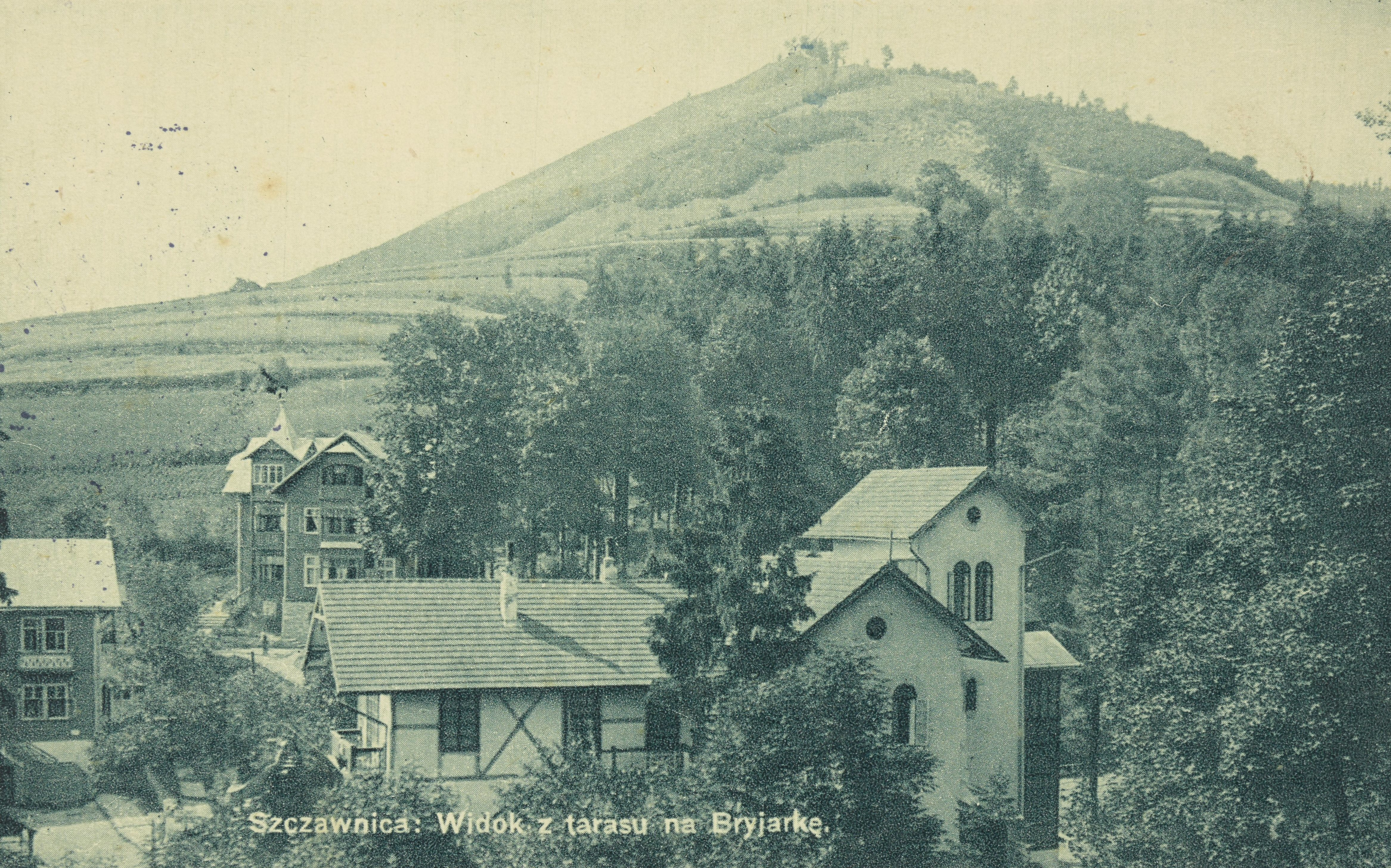
Widok na Bryjarkę około 1929
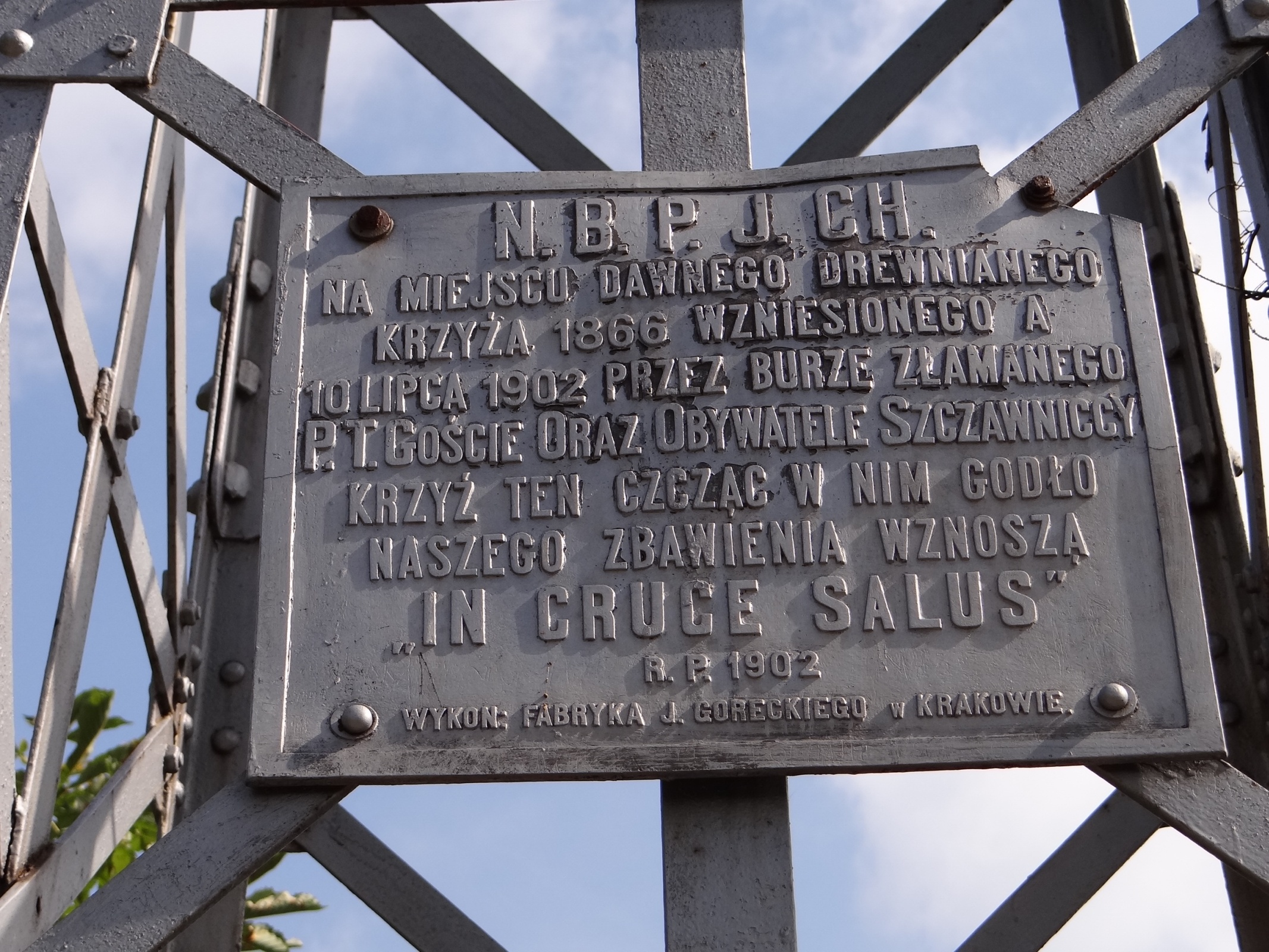

## Szlak turystyczny
Szczawnica – Bryjarka – Bereśnik – Kotelnica – Dzwonkówka. Ze Szczawnicy na Bryjarkę ok. 0.40 h, z Dzwonkówki ok. 1.15 h.